# Otto Hintze
Otto Hintze, född 27 augusti 1861, död 25 april 1940, var en tysk historiker.
Otto Hintze var professor vid Berlins universitet 1902–1920. Han var lärjunge till Johann Gustav Droysen men slöt sig som historiker närmast till Leopold von Ranke. Hintze var banbrytande som den främste kännaren av Preussens historia, vilken han enligt Rankes förebild källkritiskt bearbetade. Efter första världskrigets slut ägnade sig Hintze främst åt europeisk författningshistoria. Bland hans skrifter märks Dan Königtum Wilhelms von Holland (1885), Die preussische Seiden-industrie im 18. Jahrhundert und ihre Begründung durch Friedrich den Grossen (1892, tillsammans med Gustav von Schmoller), Historische und politische Aufsätze (4 band, 1908–1909), Die Hohenzollern und ihr Werk (1915). Hintzes avhandlingar kom postumt att utges av Fritz Hartung i Staat und Verfassung (1941), Zur Theorie der Geschichte (1942) och Geist und Epochen der preussischen Geschichte (1943).
Han var gift med Hedwig Hintze.